# Galea (Helm)

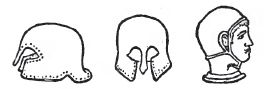
Aussehen und Verwendung der Galea

Galea und Cassis waren die lateinischen Bezeichnungen für die von römischen Soldaten getragenen Helme. Während eine Cassis stets aus Metall gefertigt war, war die Galea ursprünglich eine Lederhaube. Später, bereits in republikanischer Zeit, wurden mit diesem Ausdruck aber ebenfalls Helme bezeichnet, die aus aes („Bronze“, meist eine Messinglegierung) oder aus Eisen bestanden. Lederhelme wurden fortan nicht mehr getragen und sind auch aus dem archäologischen Fundgut nicht bekannt.
Im Laufe der Entwicklung wurden verschiedene Helmtypen entwickelt.